# Arbiter (Halo)
De Arbiter, of Thel 'Vadamee, is een personage in het Halo-universum. De Arbiter is een leidend personage binnen de Covenant, en komt voor in drie van de vijf Halo-spellen tot nu toe. De Covenant is een verzameling van vijandelijke rassen binnen de serie, bestaande uit onder andere Elites (Sangheili) en Brutes (Jiralhanae).

## Verschijningen
- In Halo 2 is de Arbiter de hoofdpersoon, en mag de speler hem ook besturen.
- In Halo 3 werken de Arbiter en de Elites samen met de menselijke hoofdpersoon uit de Halo-serie, de Master Chief, om de Flood & Covenant te verslaan en te voorkomen dat het universum wordt opgeblazen.
- In Halo Wars, dat een Real-time strategy is, wordt de Arbiter gebruikt als leider om mee te spelen aan de Covenant-zijde (maar dit is een andere arbiter genaamd Ripa 'Moram'ee)

## Halo: Reach
De Arbiter komt niet voor en wordt ook niet opgenoemd in Halo: Reach gedurende de hele campagne, maar de elites komen wel in de campagne voor.